# Eva Madsen (politiker)
Eva Marie Madsen f. Braae (4. marts 1884 i Næstved – 16. marts 1972 i Ordrup) var en dansk kommunalpolitiker og borgmester.
Hun blev Danmarks første kvindelige borgmester, da hun blev borgmester for Stege 25. januar 1950. Hun havde siddet i byrådet i Stege for Det Radikale Venstre siden 1929, men havde meddelt, at hun kun ville sidde til førstkommende kommunalvalg, der fandt sted den 14. marts 1950.